# Großer Steedersee
Der Große Steedersee befindet sich in der Sternberger Seenlandschaft im Landkreis Ludwigslust-Parchim nordöstlich von Schwerin. Das Gewässer liegt auf dem Gemeindegebiet von Kloster Tempzin und grenzt im Nordosten an die Stadt Warin im Landkreis Nordwestmecklenburg. Der fast kreisrunde See ist ungefähr 450 Meter breit und lang. Er liegt in einer waldreichen Umgebung, nur am Ostufer gibt es einen kleinen waldfreien Streifen. Südlich des Sees verläuft die Bahnstrecke Bad Kleinen–Rostock.